# Amaranth (Holzart)

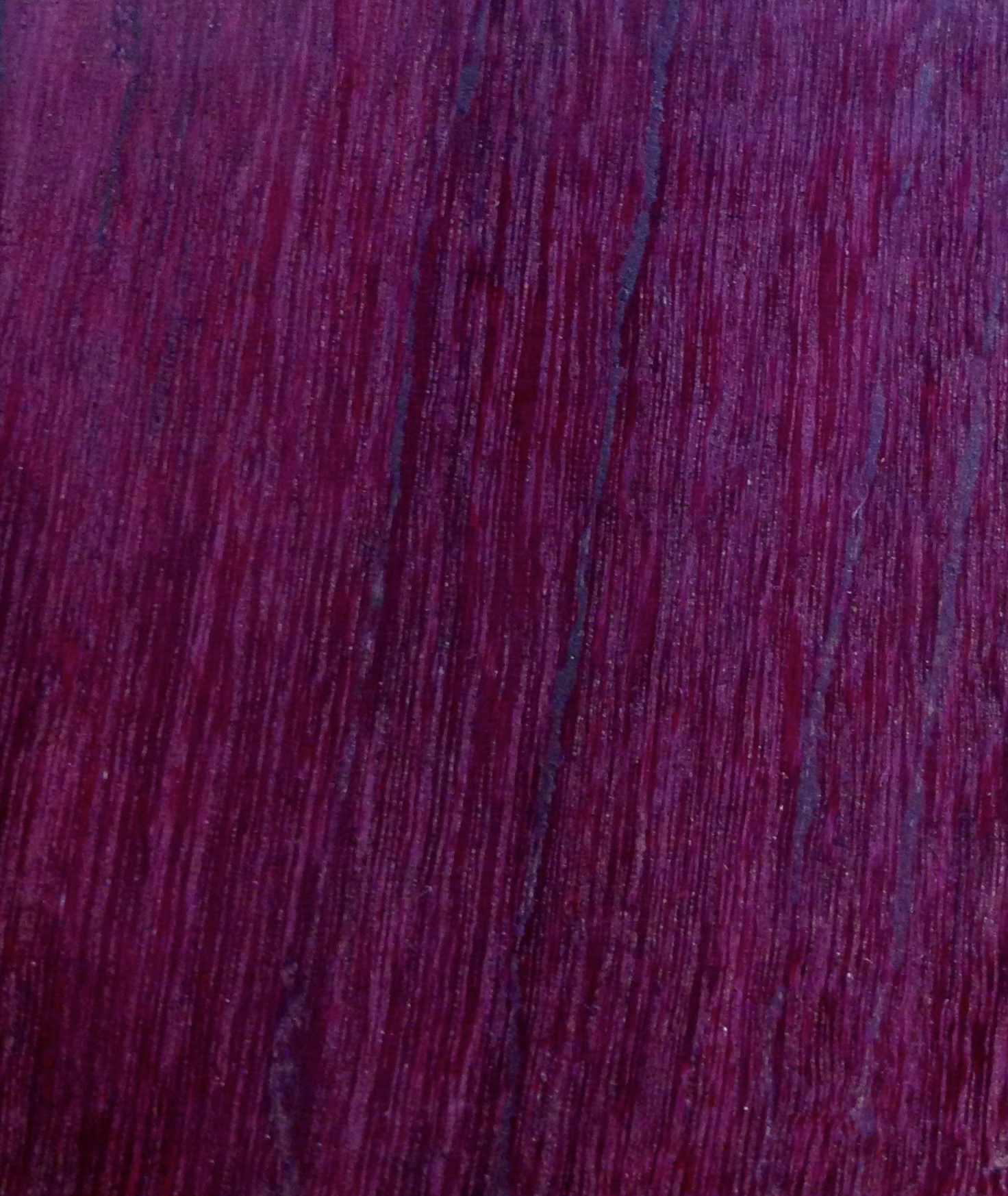
Amaranth (Peltogyne venosa)

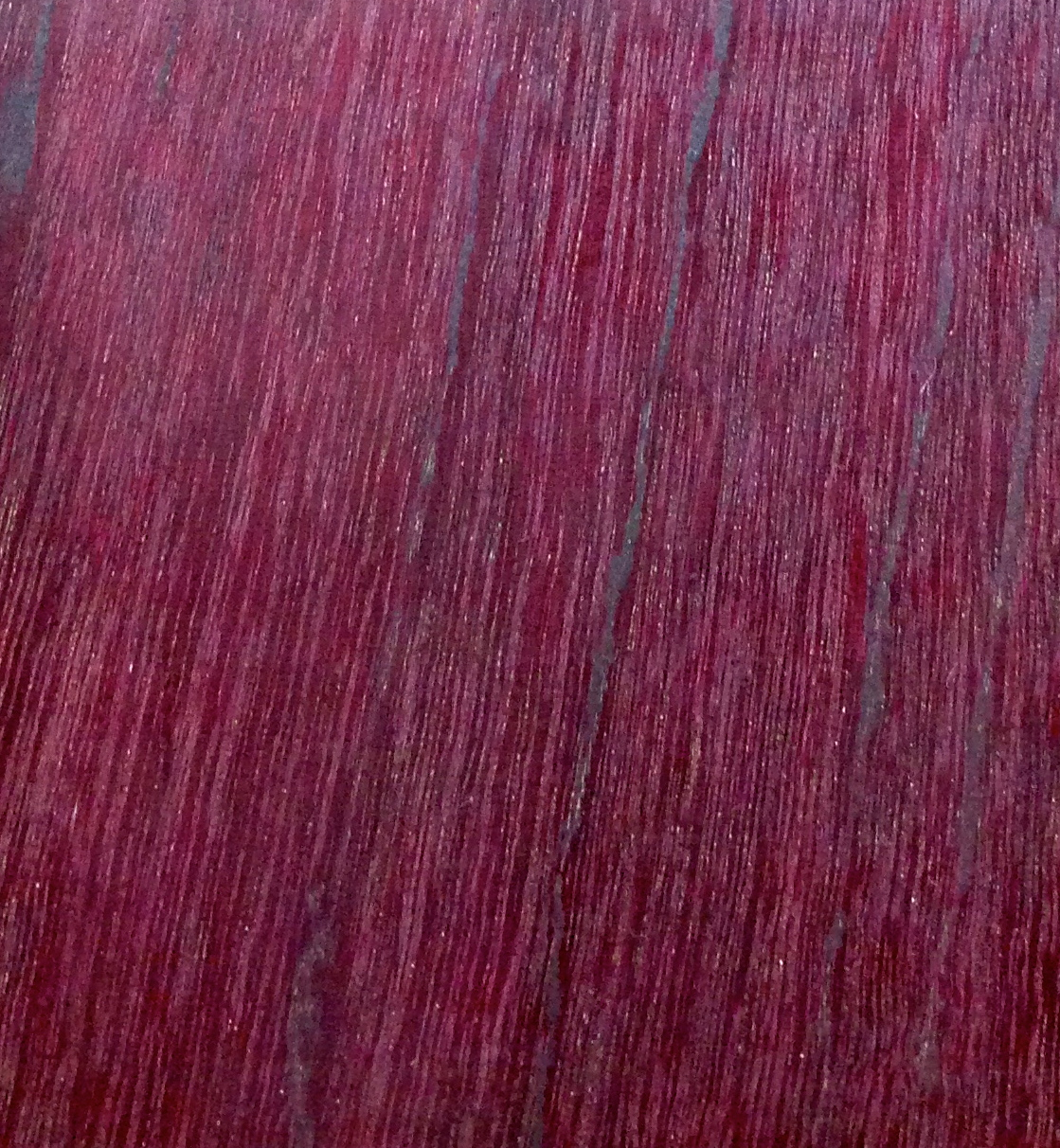
Amaranth (Peltogyne venosa)

Amaranth auch Amarant oder Violettholz, Purpurholz oder Purpleheart, Violet wood, ist eine Sammelbezeichnung für verschiedene Hölzer der Gattung Peltogyne in der Unterfamilie Caesalpinioideae innerhalb der Familie der Hülsenfrüchtler (Fabaceae). Die als Amaranth gehandelten Peltogyne-Arten sind von Mexiko über Zentralamerika bis ins tropische Südamerika verbreitet. Peltogyne-Arten liefern Holz von purpurroter bis violetter Farbe, daher auch die deutsche Bezeichnung „Violettholz“.

## Holzliefernde Arten
- Peltogyne porphyrocardia Benth.[2]
- Peltogyne catingae Ducke[3]
- Peltogyne confertiflora (Hayne) Benth.[3]
- Peltogyne excelsa Ducke[3]
- Peltogyne lecointei Ducke[3]
- Peltogyne maranhensis Huber[3]
- Peltogyne mexicana Martínez[3]
- Peltogyne venosa (Vahl) Benth.[3]

## Beschreibung
Der Splintholzbereich nimmt etwa 3 bis 6 cm ein und ist weißlich bis cremefarben. Das Kernholz ist direkt nach dem Einschneiden grau-braun und färbt sich nach Lichteinwirkung purpurfarben. Später dunkelt das Holz zu braun-violett nach. Die Poren sind zerstreut angeordnet und von mittlerer Größe bis groß.  Die Jahrringe sind je nach Standort kaum sichtbar oder gut zu erkennen. Der Faserverlauf weist einen Wechseldrehwuchs auf.

## Eigenschaften und Verarbeitung
Amaranth hat eine relativ hohe Dichte, bei 12 % relativer Luftfeuchte beträgt die Rohdichte 0,8 bis 0,95 g/cm³, das Darrgewicht beträgt 0,76 bis 0,86 g/cm³. Es hat die Dauerhaftigkeitsklasse 2 und gilt im Freien wie auch im Wasser als sehr dauerhaft. Amaranth schwindet kaum, die Schwindmaße betragen in radialer Richtung 4,6 % und in tangentialer Richtung 6,6 %. Das Holz verfügt über hohe Biege- und Druckfestigkeiten. Die Brinellhärte liegt bei 44 N/mm², der E-Modul bei 16900 N/mm².
Beim Trocknungsvorgang ist darauf zu achten, dass er langsam und schonend vonstattengeht, da sonst Risse und Verwerfungen die Folge sind. Amaranth lässt sich gut bearbeiten, messern und spalten. Allerdings können durch den relativ hohen Inhaltsstoffgehalt die Werkzeuge schnell verkleben bzw. abstumpfen. Bei Polituren mit Stoffen auf Alkoholbasis können diese den violetten Farbstoff aus den Poren herauslösen. Die Holzstäube können Schleimhautreizungen, Dermatitis, Schwäche und Unwohlsein hervorrufen.

## Verwendung
Als dekoratives Holz wird Amaranth gerne zur Ausstattung im Innenbereich genutzt, beispielsweise als Parkett, als Wandverkleidung oder im Möbelbau. Hierzu werden auch gerne Furniere verwendet. In den Herkunftsländern wird es darüber hinaus auch gerne im Hafen- und Dockanlagenbau sowie im Brückenbau eingesetzt. Es ist ein beliebtes Schnitz- und Bildhauerholz. Für gedrechselte Werkzeuggriffe und Schmuckobjekte findet es ebenso Anwendung wie im hochwertigen Bootsbau. Auch im Instrumentenbau wird Amaranth verwendet, gerne für Gitarren-Griffbretter als Ersatz für Palisander und andere Tropenhölzer.